# JPEX案
JPEX案是一宗主要於香港發生的層壓式金融騙局。綠石數字資產平台自稱是一個成立於2020年、「面向全球」的數字資產加密交易平台，但其於2023年9月被香港證監會點名發表聲明指出多個可疑之處，其後有用戶報稱未能從平台提款並報警求助，香港警務處於2023年9月起發起「鐵關行動」拘捕若干相關人士。截至2024年2月8日，香港警方累計拘捕70人，共接獲2,636名受害者報案，涉款約16.1億港元。

## 背景
JPEX於香港和台灣均有業務，其官方網站稱其「營運總部」設於阿拉伯聯合酋長國最大城市杜拜，又稱要在澳洲悉尼設立「研發總部」，但杜拜虛擬資產監管局發警告稱JPEX未經註冊或批准營運；JPEX也於2023年9月19日向澳洲證券及投資者公署（ASIC）申請除名。其亦宣稱已取得美國、加拿大和澳洲的相關金融牌照，但其後被媒體揭發所持有「牌照」只能從事外匯找換，並不能經營交易所。
JPEX在香港大量投放實體廣告，包括辦公樓與購物中心外牆、巴士車身、港鐵公司（MTR）車站等。一些戶外大型廣告上更大字標示該公司為「日本加密貨幣交易所」。但日本金融廳澄清其「加密資產交易所」名單中並無JPEX。
演藝圈與網絡紅人亦為JPEX的重要宣傳渠道。JPEX與相關場外找換店（OTC）及網紅合作大肆推廣JPC（JPEX平台幣），聲稱可獲近20厘極高年息，以「低風險高回報」招徠投資，當中以林作及陳穎怡（網名陳怡又叫肥婆）最為知名，而香港演員張智霖亦曾有為JPEX拍攝電視廣告。
| 註冊地 | 註冊公司名                                                                            | 董事        | 備註                                                                                           |
| ------ | ------------------------------------------------------------------------------------- | ----------- | ---------------------------------------------------------------------------------------------- |
| 香港   | JPEX Technical Support Co. Pty Ltd 2022年4月改名為：Web 3.0 Technical Support Limited | 郭浩麟      | 郭浩麟同為「CoinLedge Limited」和「每日幣研媒體有限公司」（Crypto Wesearch Media Limited）董事 |
|        | JPEX Technical Support Co. Pty Ltd                                                    |             | 2022年10月撤銷註冊                                                                             |
|        | JP-EX Crypto Asset Platform Pty Ltd                                                   | Jiayi CHEN  | 前董事：Sze Ki CHEUNG                                                                          |
| 美国   | JP-EX Crypto Asset Bank                                                               | 無登記      | 聯絡人：Weihan WANG                                                                            |
| 加拿大 | JP-EX Exchange Limited                                                                | Weihan WANG |                                                                                                |
| 立陶宛 | JP-EX Crypto Asset Platform UAB                                                       | 無資料      | 2023年7月撤銷註冊                                                                              |

## 事發

### 香港
早於2022年7月，負責金融執法工作的香港證券及期貨事務監察委員會（證監會）已將JPEX兩家關聯公司列入「無牌公司及可疑網站名單」，但並未採取進一步行動。
到2023年9月13日，證監會發聲明點名警告JPEX以及「向香港公眾積極推廣JPEX的人士和找換店」涉及至少六項可疑經營手法，並通知相關網紅及場外找換店，要求他們停止推廣JPEX和其有關的服務及產品。部分網紅隨即刪除Youtube頻道中有關JPEX的影片，林作也在Instagram上發布澄清貼文。JPEX發公告回應稱，香港證監會的聲明「與香港政府欲將香港打造成Web3都會形象有所衝突，無意營造對加密貨幣企業友好的環境」。
9月14日，JPEX宣稱因應證監會聲明而須調整業務，決定上調提幣手續費，每次提款額度被限制在1000 USDT，但用戶須支付999 USDT手續費，即提取金額近乎被手續費全數抵消

；JPEX其後雖聲稱會逐步降低手續費，但依然達95%以上。同日開始不斷有虛擬貨幣被轉出JPEX平台，截至9月21日，累計有至少價值相當於約1.67億港元的虛擬貨幣被轉走。有虛擬貨幣欺詐分析顧問指出在提款手續費高企下仍有大量資金流出，相信轉走資金的並非散戶，很大可能是莊家將資金移走，認為資金流向不尋常。
9月15日，JPEX與證監會發生「羅生門事件」，JPEX於14日發聲明，鑑於平台需視乎證監會所發出的聲明，平台已經就此成立專案小組，成員將由專業的法律界人士、金融界所組成，並商討未來的發展方向以進行調整，並等待證監會回覆進一步的指引。不過，證監會回應查詢時稱，自證監會於9月13日就JPEX發出警告聲明以來，JPEX從未與證監會接觸；由於事件可能涉及欺詐，證監會已向警方轉介案件。
9月16日，香港金融管理局公開呼籲民眾「小心聲稱為『銀行』或聲稱其產品為『存款』的虛擬資產機構」。證監會此時宣佈，JPEX事件可能涉及詐騙，已轉介警察跟進。 香港警務處處長蕭澤頤受訪時表示，警方在9月14日收到證監會轉介，「懷疑可能有行騙成份」，案件已交由商業罪案調查科負責調查。
9月17日，JPEX於網站發聲明指，由於相關爭議事件致合作的第三方造市商暫時鎖定資金，故於9月18日0時0分下架理財頁面的所有交易，進行中的理財訂單會維持至產品結束的日期以領取收益。
9月18日，香港警察商業罪案調查科採取行動，拘捕包括林作
和陳怡在內曾宣傳JPEX的網紅，並搜查多家「加密貨幣找換店」。香港特區行政長官李家超向傳媒表示JPEX事件有欺詐成分，所以警方立即採取行動，以涉嫌欺詐拘捕了有關人士。有立法會議員接獲約30名投資者求助，估計合共涉款逾億元。
9月19日，JPEX正式停止平台交易運作，在對證監會的回應信中批評證監會進行「誹謗」、並且罔顧事實，目的為惡意針對，宣稱將「堅定不移地繼續營運」，同時附上電子郵件紀錄佐證。但證監會隨後否認曾經與JPEX溝通，表示有關說法純屬不實陳述，指JPEX未曾提出牌照申請。同時對於JPEX違反《證券及期貨條例》和《打擊洗錢及恐怖分子資金籌集條例》的保密條文，擅自公佈機密通訊一舉表示遺憾。
截至9月21日下午5時，香港警方已接獲2,197名受害人報案，涉及金額約13億7千萬元，最大一宗金額達4,000萬港幣。警方在搜查行動中共檢獲約800萬港幣現金、首飾、電腦、電話及相關文件，另已凍結銀行結餘1,500萬元，正執行程序凍結市值約為4,400萬港幣的3個物業，將考慮充公上述總值6,700萬港幣的懷疑犯罪得益。
9月22日，香港警方要求香港電訊公司封鎖JPEX網站及應用程式。虛擬資產交易平台JPEX案，藝人張智霖曾擔任JPEX香港區品牌大使，其經紀人公司9月21日晚發出聲明指，張智霖於9月19日獲邀助查；而去年3月張智霖為JPEX拍攝廣告及硬照，但由於JPEX被證監會列入「無牌公司及可疑網站名單」，故於去年9月終止合作。
9月25日，警方截至9月25日下午5時，累計接獲2360名受害人報案，涉及金額約14.9億元。案件至今共有11人被捕，警方不排除有更多人被捕。
10月4日，JPEX公告將於翌日零時起分階段執行「DAO持份者分紅方案」，同時將提幣手續費降為3 USDT。消息公佈後陸續有用戶表示資產無緣無故被官方強制轉換為JPEX平台幣JPC，而且沒有公開匯率，導致原本資產價值大幅縮水；同一時間，縱使提款手續費已被下調至正常水平，但大部份客戶仍無法提款，多數人均看到官方顯示「提幣地址不正確」的畫面。

### 臺灣
2023年6月，JPEX在臺灣舉辦拳賽，提供1000萬枚JPEX自家平台幣JPC作拳酬邀請鍾培生以及Toyz（劉偉健）參賽。
同月，JPEX宣布進駐臺北東區商圈黃金地段SOGO旁的13層樓高大樓，改名亞洲區塊鏈大樓，JPEX宣稱要在這裡打造亞洲區塊鏈中心。JPEX承租大樓的二到六樓，每個月估月租達75萬新台幣（約18萬4,067元港幣）。
到9月13日，香港证监会公开警告JPEX运营问题后，JPEX從亚洲区块链大楼搬離。
9月15日，曾為JPEX代言人的藝人陈零九表示如果相关单位需要调查，他會全力配合。
9月26日，中華民國金融監督管理委員會證期局副局長高晶萍證實已接獲民眾檢舉JPEX有在台灣非法招攬，並提供事證。但金管會表示「JPEX不是我們歸管業務」，已「依相關行政程序來辦理」，將情資向檢調通報。

### 新加坡
JPEX於2023年9月以「白金贊助商」名義參加新加坡Web 3.0峰會，但在香港證監會於9月13日發聲明點名警告JPEX後，JPEX在峰會的攤位一直空無一人。

## 拘捕及起訴

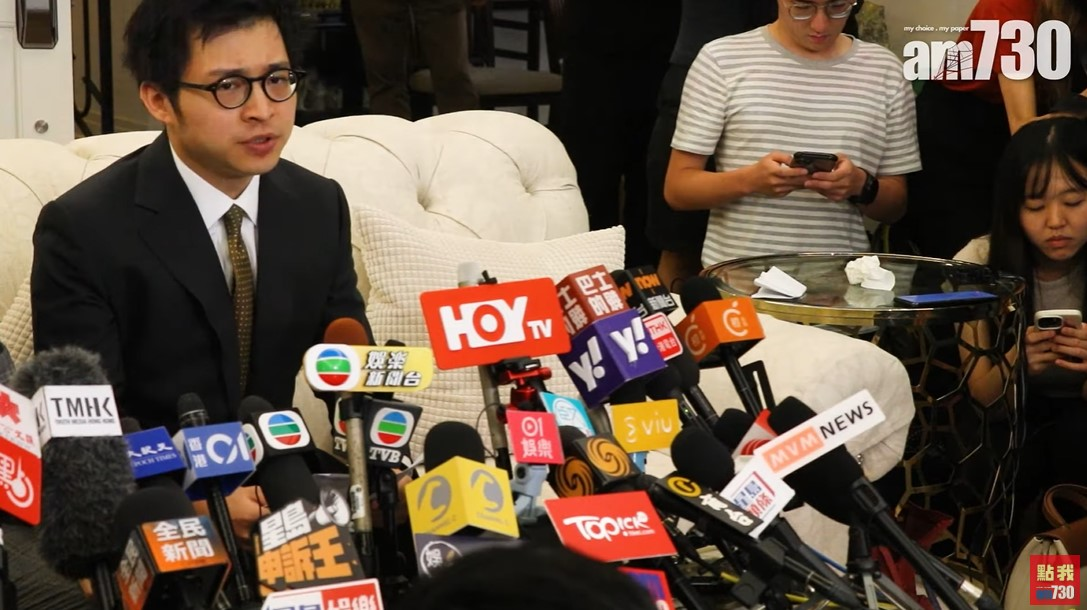
林作被保釋後召開記者會

香港警方先後於2023年9月18日、26至27日、10月4日至5日展開拘捕行動，拘捕多名人士，包括JPEX員工、曾推廣JPEX的網絡紅人，以及加密貨幣找換店負責人。截至2024年2月8日，共有70人被捕：
| 姓名   | 性別 | 年齡 | 被捕日期 | 詳情 | 起訴罪名         |
| ------ | ---- | ---- | -------- | --- | ---------------- |
| 林作   | 男   | 33   | 9月18日  | YouTuber，曾多次在講座推廣JPEX並宣稱申請成為JPEX合夥人。2023年9月在中環娛樂行開設加密貨幣場外找換店（OTC）「林作炒幣」。 | 保釋並暫未被起訴 |
| 陳穎怡 | 女   | 36   | 9月18日  | YouTuber（網名陳怡），多次在網上推廣JPEX，2021年在尖沙咀及元朗開設OTC陳大怡加密貨幣找換店（Cyotc）。 | 保釋並暫未被起訴 |
| 陳凱怡 | 女   | 31   | 9月18日  | 陳穎怡胞妹，OTC陳大怡加密貨幣找換店（Cyotc）擁有人。 | 保釋並暫未被起訴 |
| 曾楚舜 | 女   | 22   | 9月18日  | JPEX員工，大學三年級學生，JPEX Technical Support Co. Pty Ltd（其後更名為「Web 3.0 Technical Support Limited」）的公司秘書。 | 保釋並暫未被起訴 |
| 陳曉豪 | 男   | 22   | 9月18日  | JPEX員工。在2022年9月底被委任成為「Web 3.0 Technical Support Limited」的公司秘書。 | 保釋並暫未被起訴 |
| 李承海 | 男   | 26   | 9月18日  | 澳洲註冊JP-EX Crypto Asset Platform Pty Ltd員工。 | 保釋並暫未被起訴 |
| 鍾彩雲 | 女   | 52   | 9月18日  | 澳洲註冊JP-EX Crypto Asset Platform Pty Ltd員工。 | 保釋並暫未被起訴 |
| 鄧立迅 | 男   | 26   | 9月18日  | Web 3.0 Technical Support Limited員工。侍應，曾與「幣少爺」黃鉦傑於2022年12月另一宗小額錢債申索案中同列為被告。 | 保釋並暫未被起訴 |
| 朱家輝 | 男   | 31   | 9月20日  | YouTuber（網名朱公子），多次在網上推廣JPEX，OTC公子會（Kt Club）創辦人。 | 保釋並暫未被起訴 |
| 黃浩邦 | 男   | 32   | 9月20日  | Beatbox藝人（藝名Dr. X），「猿人食品集團有限公司」董事，在中環斥資過300萬元開設餐廳Bored Garden，業務上與OTC合作，定期舉辦Web3聚會及講座在港推廣加密貨幣。 | 保釋並暫未被起訴 |
| 莫浚廷 | 男   | 25   | 9月20日  | 司機，與澳洲註冊的「JP-EX Crypto Asset Platform Pty Ltd」有關，曾與「幣少爺」黃鉦傑一同涉嫌同一宗詐騙案並於2019年2月28日被捕。2024年7月，國際刑警向黃鉦傑及莫浚廷發出紅色通緝令。 | 保釋並暫未被起訴 |
| 黃尚賢 | 男   | 23   | 9月27日  | OTC Lupin董事。 | 保釋並暫未被起訴 |
| 鍾韋軒 | 男   | 23   | 9月27日  | OTC Lupin董事。 | 保釋並暫未被起訴 |
| 梁XX   | 女   | 29   | 9月27日  | YouTuber（網名湘湘），多次在網上推廣JPEX，OTC Unicoin的職員。 | 保釋並暫未被起訴 |
| 黃XX   | 男   | 28   | 9月28日  | 職業不詳，案中角色不詳，警方在一單位將他拘捕，搜屋時檢獲大量文件，包括印有JPEX字樣但未經信用卡公司授權的VISA卡。 | 保釋並暫未被起訴 |
| 鄧XX   | 男   | 28   | 9月28日  | 職業不詳，案中角色不詳，警方在一單位將他拘捕，搜屋時檢獲88萬元現金及兩隻名貴手錶，並在單位發現大量被碎紙機、火及懷疑漂白水銷毀的文件。 | 保釋並暫未被起訴 |
| 盧XX   | 男   | 29   | 9月28日  | 網絡工程師，OTC負責人，相信為詐騙集團骨幹成員，於澳門賭場洗黑錢時被捕。司警在其身上檢獲600萬元賭場籌碼、名貴手錶及7萬元現金；香港警方亦從其在港住所檢獲現金、金條、名貴手錶，總值約870萬元。 | 保釋並暫未被起訴 |
| 何XX   | 男   | 29   | 9月28日  | OTC負責人，相信為詐騙集團骨幹成員，於澳門賭場洗黑錢時被捕。司警在其身上檢獲50萬元賭場籌碼，警方其後凍結其娛樂場所帳戶內的300萬存款。 | 保釋並暫未被起訴 |
| 劉XX   | 男   | 28   | 10月4日  | 鄭雋熹友人，相信為詐騙集團成員，被捕時其白色保時捷跑車同遭拖走。 | 保釋並暫未被起訴 |
| 鄭雋熹 | 男   | 29   | 10月4日  | 無綫電視藝員，曾於網上宣傳加密貨幣，涉嫌串謀詐騙及處理犯罪得益。 | 保釋並暫未被起訴 |
| 趙敬賢 | 男   | 23   | 10月5日  | 藝名「酒粒仔」，OTC賣幣袋鼠（Coingaroo）總經理，曾參與ViuTV《全民造星》及《全民造星II》。 | 保釋並暫未被起訴 |
| 區焯基 | 男   | 29   | 10月5日  | OTC賣幣袋鼠（Coingaroo）營運總監（COO）。 | 保釋並暫未被起訴 |
| 陳小龍 | 男   | 35   | 10月5日  | OTC加密豹（CryptoPARD）創辦人兼行政總裁。 | 保釋並暫未被起訴 |
| 李家麟 | 男   | 37   | 10月5日  | OTC加密豹（CryptoPARD）前董事，翻查資料證實其持有加密豹商業登記，更同時出任兩間懷疑關聯公司「豹商學院集團有限公司」(Pard Business Academy Group Limited)及「紅拍商學院有限公司」(Red Shot Business Academy Limited)董事。至於持有加密豹商標的「鼎豐創富有限公司」（Apollo Global Treasure Limited）、懷疑關連公司「Cryptopard Co Limited」及「BlockHUBZ Entertainment Group Limited」，李家麟今年8月辭任董事並改委任台灣人牛耿晟。 | 保釋並暫未被起訴 |
| 余啟輝 | 男   | 27   | 10月5日  | OTC東館（Tung Club）職員。 | 保釋並暫未被起訴 |
| 張XX   | 男   | 54   | 10月5日  | 詐騙集團成員，涉嫌處理犯罪得益，被捕時其價值850萬元的林寶堅尼「狂牛」限量版跑車同遭拖走。 | 保釋並暫未被起訴 |
| 莫XX   | 男   | 31   | 10月5日  | 詐騙集團成員，涉嫌處理犯罪得益。 | 保釋並暫未被起訴 |
| 蔡曉東 | 男   | 28   | 10月8日  | YouTuber（網名東記）及OTC東館（Tung Club）負責人，曾多次於其頻道「Hong Coin講幣」推廣JPEX。其本人事發時身處外地，10月8日回港時於機場被捕。其為此案中最後一名被公開身分的被捕人。 | 保釋並暫未被起訴 |

自2023年10月8日拘捕蔡曉東後，香港警察即無再公佈過任何此案被捕人士的詳細資訊；警方於26日宣稱再拘捕8人，30日再稱拘捕30人；至今最後一宗聲稱拘捕發生於2024年2月8日，警方稱拘捕3人。

### 調查
藝人莊思敏及張智霖曾經到警察總部協助調查，但無被捕。莊回應傳媒查詢時自稱無辜，表示「清者自清」。

### 臺灣
2023年11月30日，出任JPEX臺灣代言人的歌手陳零九被臺灣當地受害者提起告訴，導致臺北地檢署將案件轉為偵字案偵辦，並傳喚其以被告身分出庭。2024年8月1日，台北地檢署調查後認為台灣首席合夥人張東穎、講師施瑀、JPEX台灣登記負責人牛耿晟等3人，涉嫌違反《銀行法》，依法提起公訴，台灣投資者遭騙的金額達1184萬餘元。至於代言的藝人陳零九等2人則罪嫌不足，獲不起訴處分。

## 相關爭議

JPEX曾於2022年3月至4月在香港站介乎中環站連接通道投放廣告，有人質疑港鐵未有核實廣告客戶是否合規經營

### 幕後主腦
JPEX在各國註冊的董事均為不同人士，JPEX實際負責人一直從未公開。事發後儘管經過多日查緝追捕，但目前仍未能查明JPEX幕後主腦身份，有指為炮製過Sex141、賭波貼士專頁、幣少爺等騙局的首腦陳世雁或為位於美國的「Zhongteng Accounting Co., LTD」。

### 公司名稱
JPEX在2021年「進軍」香港時宣傳是「日本加密貨幣交易所」，而且名稱與日本交易所集團的英文簡稱「JPX」相似疑似刻意混肴。對此，日本交易所集團於2022年3月發公告，表示「小心JPEX冒認本集團」。

### 公司牌照
JPEX宣傳聲稱擁有多個國家包括美國、加拿大、澳洲的執照，但傳媒追查時揭發JPEX宣稱的執照其實全為有限公司註冊，或者是類似找換店形式的商業登記，並不能經營交易所。而且JPEX在各國註冊的董事均為不同人士，從無公開實際負責人和營運地點。
至於JPEX一開始時宣傳提到的日本，日本金融廳表示其並不在其「加密資產交易所名單」（日语：暗号資産交換業者登録一覧）之上。

### 假扣賬卡
2022年JPEX宣稱與Visa合作推出加密貨幣扣賬卡「JPEXCard」，Visa隨即高調澄清否認合作，強調JPEX非合作伙伴，亦沒有任何相關計劃。

### JPC
JPEX在2022年8月推出自家加密貨幣JPC（JPEX的平台幣）。場外兌換店（OTC）的職員積極介紹JPEX平台並遊說投資者購買JPC幣以圖賺取佣金，聲稱到期可獲高回報。然而JPC與比特幣、以太幣等主流加密貨幣不同，不被任何其他機構認可作支付用途，只能用作平台交易，流動性極低，故香港警方形容JPC根本「不值錢」。

### DAO持份者分紅方案
JPEX在2023年9月20日公佈補償方案「DAO持份者分紅方案」，稱平台將會對外發放49%DAO持份者分紅，總價值約為 40億枚USDT，供大眾進行認購兌換，現有用戶可將目前存放於平台內的資產，以 1:1 比例進行DAO持份者分紅兌換。對此，香港立法會議員、執業資深會計師黃俊碩警告，在「DAO 持份者分紅方案」下，投資者分紅最多只有 49%，代表話語權仍在JPEX，投資者要特別留意由債權人轉為股東，並不代表可以取回投資款項，反而一旦公司出現債務，投資者會債務上身。
JPEX曾就「DAO持份者分紅方案」舉行由持有JPC代幣的用戶進行的投票，投票結果顯示近7成用戶同意將償付機制轉換為 DAO 型態，但有部分用戶反映是被「強迫」同意接受 DAO 提案，是次投票被指是黑箱操作。DAO持份者分紅方案推行後，有曾反對方案的用戶指JPEX在未經她同意或事先知情的情況下，強制將用戶帳戶內的所有USDT、比特幣等資產轉換成JPC，但JPC價格於前一晚起急跌，最多更跌至零，變相直接被JPEX取走用戶的資產。

### 不合理提款手續費
在證監會發警告聲明後，JPEX上調提幣手續費，每次提款額度被限制在1000 USDT，但用戶須支付999 USDT手續費，即提取金額近乎被手續費全數抵消；JPEX其後雖聲稱會逐步降低手續費，但依然達95%以上，變相限制用戶提款。後來JPEX雖然將USDT的提幣手續費降為3 USDT，但大量用戶反映他們的USDT提款要求都無法順利執行、或是發生官方顯示「提幣地址不正確」的畫面，即JPEX用戶仍然無法提款。

### 挪用用戶資金辦拳賽
2023年7月，JPEX在台灣主辦「拳上2023 終於之戰」拳賽，提供1000萬枚JPEX自家平台幣JPC作拳酬邀請鍾培生以及Toyz（劉偉健）打擂臺。據當日報道指，一枚JPC 代幣價值為0.037美元，約等於市值 37萬美金（約 287萬港元）。拳賽後 JPEX公布兩位選手的拳酬合約地址時，被網民發現其中的地址涉及 JPEX挪用客戶資金，37萬美金的拳酬來源地址是出自JPEX的用戶存、提款錢包地址。

### 用戶提款失敗被襲擊
自2023年初已有中國內地和台灣用戶報稱無法提款。有深圳用戶在2023年7月應JPEX客戶服務職員邀約來港，職員稱當面簽字就可提取約156萬港元虛擬資產，但當他到達上水並聯絡JPEX職員後，即被數名從七人車衝出的人襲擊。

### 與協同通信合作
2023年6月，香港上市公司協同通信（1613）曾公布，旗下全資附屬RadioWorld與JPEX、鳳凰國際及JadePower訂立認購及股東協議，藉以由JadePower營運合營企業，但在協同通信公布與JPEX合作時，JPEX其實已被證監會列入「無牌公司及可疑網站名單」。
至2023年9月13日證監會點名警告JPEX，協同通信於翌日澄清，稱公司未曾且並無以任何方式參與JPEX VATP的營運；協同通信又指出，6月提出的協議的若干先決條件並未於限期前達成，和訂約各方磋商後亦未能達成共識，故協議已於同日失效。
不過在事件揭發後，有傳媒發現Jade Power的網站與JPEX的介面相似，其應用程式介面（API）更與JPEX相同，當中更有「jpex-api-2」的字樣。兩者使用同一個口號「Fix The Money Fix The World」（修復金錢、修復世界），簡介都是「the easiest place to buy and sell crypto」（買賣加密貨幣最方便的地方）。就連公司標誌的檔案，也以相同的檔案名「logo192.png」。
而Jade Power背後公司的董事為韓衛寧和莊天任，二人同時分別為上市公司協同通信的行政總裁，及執行董事兼聯席行政總裁。

### 虛假澳洲高層
在網紅和JPEX的宣傳中，多次出現一位聲稱是澳洲JPEX Marketing Manager、名叫Jeremiah的澳洲男子。Jeremiah其後也在不同渠道中聲稱自己是JPEX Presenter、JPEX Global Partner。但於JPEX案揭發後，傳媒追查下發現Jeremiah真正職業是現場活動司儀，Jeremiah也承認自己曾跟JPEX合作，工作內容是有關「形象、表達」，但現在已經沒有關係。儘管如此，媒體仍然質詢Jeremiah與JPEX的關係。

### 藝人為無牌公司宣傳
JPEX及相關OTC找來多名藝人宣傳，包括任「JPEX香港代言人」的香港藝人張智霖、「JPEX台灣代言人」陳零九、莊思敏，肥媽（Maria Cordero）、森美等。案件揭發後，莊思敏及張智霖曾經到警察總部協助調查，但無被捕。莊思敏回應傳媒查詢時自稱無辜。而張智霖透過經理人澄清在2022年中完成拍攝廣告後，已書面通知JPEX在港未取得牌照前不能使用他的肖像宣傳，並表示保留追究JPEX的權利。

### 證監會未有及早介入
香港立法會議員江玉歡質疑，雖然證監會的虛擬資產交易平台發牌制度在2023年6月1日生效，但作爲一個監管機構，證監會有責任做好教育。她又質疑證監會明知道事件涉及龐大的投資人數及金額，爲何8月初發警告提防不受規管平台時，仍不願點名批評JPEX，協助投資者及時止蝕。

### 港鐵站廣告
有網民指JPEX曾分別於2021年10月及2022年3月至4月於港鐵旺角站，以及香港站介乎中環站連接通道投放廣告，質疑港鐵未有核實廣告客戶是否合規經營。港鐵回應指廣告一向委託廣告代理商承辦，已經提醒廣告代理公司作出檢視及進一步加強監察。

## 影響

### 加強虛擬資產交易平台相關的信息發布
JPEX案揭發後，香港證監會於2023年9月25日公佈多項措施，以加強虛擬資產交易平台相關的信息發布及投資者教育，其中包括公開虛擬資產交易平台牌照申請者名單、發布可疑虛擬資產交易平台名單。
優化措施，包括包括虛擬資產交易平台持牌名單、結業平台名單、被當作獲牌的平台名單，以及最受關注的申請者名單。

### 成立專責工作小組
香港證監會於2023年10月4日宣布與香港警務處成立專責工作小組，以促進與虛擬資產交易平台可疑活動和違規行為有關的資訊分享、執行可疑虛擬資產交易平台的風險評估機制、及加強在相關調查中的協調與合作。